# Dendrogramma
Dendrogramma és un gènere de cnidari hidrozou de l'ordre dels sifonófors, amb una única espècie Dendrogramma enigmatica (= D. discoides). Es va descriure per primera vegada el 2014 a partir d'una col·lecció d'espècimens reunits en 1986. La seva posició taxonòmica era incerta, fins que al 2016 es va analitzar l'ARN de nous individus, cosa que va permetre ubicar-lo dins dels sifonòfors. Se suposa que les mostres representen parts (bràctees) de tot l'individu, que encara no s'ha identificat.

## Descobriment
Els exemplars de "Dendrogramma" es van descobrir a la costa sud-oriental d'Austràlia en el decurs d'una expedició científica el 1986. Es van recol·lectar a fondàries de 400 i 1000 m al talús continental de Tasmània, per mitjà d'un patí que s'arrossega sobre el fons marí per mostrejar la fauna bentònica. Els investigadors es van adonar immediatament de la importància de la troballa per les característiques inusuals dels 18 exemplars obtinguts i els van preservar en formol i, posteriorment, en etanol per al seu estudi.
Els investigadors van tornar al lloc de mostreig el 1988, però no van poder trobar-ne més exemplars. La descoberta de Dendrogramma no ha estat publicada fins al 2014 en la revista científica PLOS One. Jean Just, de la Universitat de Copenhaguen, responsable dels mostrejos el 1986, ha justificat l'endarreriment de la publicació per la natura de la descoberta, doncs la classificació d'un nou organisme de posició filogenètica desconeguda requereix molt temps d'estudi i documentació.

## Designació
El nom del gènere Dendrogramma deriva de dendrograma, un tipus de diagrama en forma d'arbre emprat pels biòlegs per il·lustrar les relacions evolutives entre els organismes. L'epítet específic enigmatica fa referència a la natura misteriosa d'aquests organismes, mentre que l'altre, discoides, fa referència a l'aspecte discoïdal de l'organisme.

## Descripció
Aquests organismes mesuren pocs mil·límetres, recorden la forma d'un bolet i tenen una estructura no perfectament simètrica. Consisteixen en un disc aplant i una tija amb la boca a l'extrem, envoltada per lòbuls. La boca a l'extrem de la tija s'obre en un canal digestiu que es divideix repetidament en arribar a la zona del disc. Tenen una capa de pell externa, i l'estómac se separa de la pell per una capa de material gelatinós dens.
Aparentment aquests organismes són formes de vida lliure i no viuen adherits al medi, a altres organismes o entre ells. No sembla que tinguin capacitat de propulsió ni que siguin capaços de nedar. La boca és petita i simple, es desconeix la manera d'alimentar-se d'aquests organismes, però s'ha suggerit que els lòbuls al voltant de la boca serveixen per secretar mucositat que pot servir per capturar microbis de l'aigua.

## Relació filogenètica
Les espècies de Dendrogramma tenen un pla corporal semblant als animals dels embrancaments Cnidaria (cnidaris) i Ctenophora (ctenòfors), però no tenen les cèl·lules urticants que defineixen els cnidaris ni els tentacles que defineixen els ctenòfors. Per altra banda, la relació filogenètica entre cnidaris, ctenòfors i altres metazous basals no està ben resolta. Els Dendrogramma són metazous basals, però el grup més proper a aquests organismes no s'ha pogut determinar. Se'ls ha assignat el seu propi gènere, i els investigadors van pensar fins i tot a crear un embrancament propi per a Dendrogramma, però per erigir la categoria taxonòmica del màxim nivell cal nou material per resoldre moltes qüestions pendents.
El científic principal responsable de la identificació, Jørgen Oleson de la Universitat de Copenague, suggereix que Dendrogramma representa una branca de l'arbre de la vida que es va separar ben aviat i que presenta afinitats amb la  fauna d'Ediacara, que es va extingir al final del [[Precambrià]], fa prop de 542 milions d'anys. Hi ha almenys tres espècies d'organismes ediacarians ("Albumares", "Anfesta" i "Rugoconites") que presenten semblances amb Dendrogramma: tots tres gèneres tenen un disc amb una xarxa interna de canals que es van dividint
La identificació de Dendrogramma per mitjà de tècniques genètiques, que permetria situar aquests organismes en l'arbre de la vida, no s'ha pogut dur a terme encara perquè els exemplars es van conservar en formol i alcohol. Aquests mètodes de conservació no permeten mantenir les propietats del material genètic i caldrà esperar a trobar nous exemplars per dur a terme aquesta recerca.

## Reaccions
El neurobiòleg Leonid Moroz, del Laboratori Whitney de Biociències Marines de la Universitat de Florida, destaca la importància de la troballa, ja que si es confirma que el nou gènere és un descendent directe d'animals precambrians, caldria revisar hipòtesis sobre l'evolució dels animals, i de llurs sistemes neurològics i teixits. Simon Conway Morris de la Universitat de Cambridge opina que aquesta descoberta és una sorpresa molt interessant, que posa moltes qüestions científiques i en remarca la similitud amb certes formes d'Ediacara, però insisteix que cal aprofundir en l'estudi de Dendrogramma abans d'extreure conclusions que puguin fer canviar el paradigma actual de l'evolució dels animals.
La descoberta del que podria ser un nou embrancament és un esdeveniment extremadament rar i només ha tingut lloc quatre cops en els últims 100 anys. Andreas Hejnol del Centre Internacional Sars de Biologia Marina Molecular de Bergen (Noruega) fa el paral·lelisme entre la identificació d'una nova branca de l'arbre de la vida amb el descobriment d'un tresor, perquè els supervivents de branques que es creien extingides fa molt de temps permet als investigadors la reconstrucció de la història evolutiva.